# Биг Сенди (Тенеси)
Биг Сенди (енгл. Big Sandy) град је у америчкој савезној држави Тенеси.

## Демографија
По попису из 2010. године број становника је 557, што је 39 (7,5%) становника више него 2000. године.
| Група             | 2000.       | 2010.       |
| Белци             | 513 (99,0%) | 546 (98,0%) |
| Афроамериканци    | 0 (0,0%)    | 0 (0,0%)    |
| Азијати           | 0 (0,0%)    | 1 (0,2%)    |
| Хиспаноамериканци | 1 (0,2%)    | 1 (0,2%)    |
| Укупно            | 518         | 557         |